# 施泰纳-莱穆斯定理

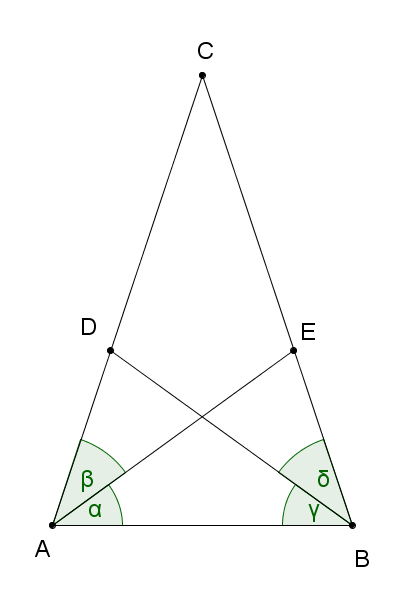
是等腰三角形

施泰纳-莱穆斯定理（Steiner–Lehmus theorem）是平面几何的一个定理：两条内角平分线相等的三角形是等腰三角形。该命题看似显而易见，但直到19世纪上半叶才得到明确的几何证明，随后成为平面几何领域最受欢迎的证明题之一。该定理以德国数学家C·L·莱穆斯和瑞士数学家雅各布·施泰纳命名，两人在通信中最早提出和解决了该问题。
施泰纳-莱穆斯定理的结论并不能推广到外角平分线上。也就是说，两条外角平分线相等的三角形不一定是等腰三角形。

## 历史
在平面几何中，“等腰三角形的两条内角平分线相等”，是一个非常容易得到的结论。该命题的逆命题，“两条内角平分线相等的三角形是等腰三角形”，则没有看上去那么容易证明。1840年，德国数学家C·L·莱穆斯写信给瑞士数学家、几何学权威雅各布·施泰纳，询问是否能给出一个纯几何的证明。施泰纳解决了问题，不过直到1844年才公开发表。第一个公开证明来自法国路易大帝中学的学生鲁热万（Rougevin），发表在1842年的《新数学年鉴》上。1850年，莱穆斯也给出了自己的证明。
19世纪40年代起的一百多年里，关于施泰纳-莱穆斯定理的几何证明大量涌现，有上百个之多。绝大多数证明都依赖于反证法，即先假定两内角平分线相等的三角形不等腰，其中一个内角大于另一个，然后推出矛盾的结论。于是，关注点变成了，施泰纳-莱穆斯定理是否有“直接”的几何证明法，以及怎样的证明才算得上是“直接”。不过也有人认为，拒绝反证法的“纯粹主义”并没有什么意义。

## 证明

### 反证法

反证法

在 {\displaystyle \triangle ABC} 中，两条内角平分线 {\displaystyle CE=BD} 。
假设 {\displaystyle \angle ABC\neq \angle ACB} ，令 {\displaystyle \angle ABC=2\alpha <\angle ACB=2\beta } 。
在线段 {\displaystyle AB} 上取点 {\displaystyle G}，使 {\displaystyle \angle ECG=\alpha }， {\displaystyle CG} 交 {\displaystyle BD} 于点 {\displaystyle F} 。
{\displaystyle \triangle CEG\sim \triangle BFG}{\displaystyle \;\Rightarrow \;}{\displaystyle {CG \over BG}={CE \over BF}={BD \over BF}>1}{\displaystyle \;\Rightarrow \;}{\displaystyle CG>BG}{\displaystyle \;\Rightarrow \;}{\displaystyle \angle CBG>\angle BCG}{\displaystyle \;\Rightarrow \;}{\displaystyle \alpha >\beta }
结论与假设矛盾，故假设不成立。故 {\displaystyle \angle ABC=\angle ACB} 。

### 直接证明
在 {\displaystyle \triangle ABC} 中，两条内角平分线 {\displaystyle BE=CD} 。记 {\displaystyle \angle CBE=\angle ABE=\alpha } ，{\displaystyle \angle BCD=\angle ACD=\beta } 。
做直线 {\displaystyle EF} ，使 {\displaystyle \angle BEF=\beta }。做直线 {\displaystyle BF} ，使 {\displaystyle \angle EBF=\angle CDB=180^{\circ }-2\alpha -\beta } 。
{\displaystyle \triangle BEF\cong \triangle DCB}{\displaystyle \;\Rightarrow \;}{\displaystyle {\begin{cases}BF=DB\\EF=CB\\\end{cases}}}
{\displaystyle {\begin{cases}EF=CB\\CF=CF\\\angle CBF=\angle FEC=180^{\circ }-\alpha -\beta >90^{\circ }\\\end{cases}}}{\displaystyle \;\Rightarrow \;}{\displaystyle \triangle CBF\cong \triangle FEC}{\displaystyle \;\Rightarrow \;}{\displaystyle BF=EC}
{\displaystyle EC=BF=DB}{\displaystyle \;\Rightarrow \;}{\displaystyle \triangle DBC\cong \triangle ECB}{\displaystyle \;\Rightarrow \;}{\displaystyle \angle ABC=\angle ACB}

直接证明法

该证明方法由F. G. Hesse于1874年发表。不过，该证明方法所用到的一些构造和定理，如“三角形内角和为180度”，本身需要用反证法去证明，因此一些纯粹主义者认为这一证明还是不够直接。

### 代数证明
利用角平分線長公式，可以简洁地证明施泰纳-莱穆斯定理。
{\displaystyle t_{a}=t_{b}\ \,\Rightarrow \ \,{\sqrt {bc(1-{a^{2} \over (b+c)^{2}})}}={\sqrt {ac(1-{b^{2} \over (a+c)^{2}})}}}
化简后得到： {\displaystyle c(a+b+c)(a-b)[(a+b)(c^{2}+ab)+3abc+c^{3}]=0}
连乘的其他各项都为正数，从而推出： {\displaystyle a-b=0}

## 外角平分线问题

两条外角平分线相等的不等腰三角形。易证

施泰纳-莱穆斯定理的结论并不能推广到外角平分线上。也就是说，两条外角平分线相等的三角形不一定是等腰三角形。一个常举的反例是三个内角分别为132度、36度和12度的三角形，因为这个三角形的两条外角平分线恰等于一条边，易于证明。
进一步地，数学家们尝试证明，所有两条外角平分线相等的不等腰三角形的共性。中国数学家蒋声指出，满足下列条件的三角形都是有两条外角平分线相等的不等腰三角形：
{\displaystyle {\begin{cases}A=\theta -\arccos(1+\cos \theta +\cos 2\theta )\\B=\theta +\arccos(1+\cos \theta +\cos 2\theta )\\C=180^{\circ }-2\theta \\60^{\circ }<\theta <90^{\circ }\\\end{cases}}}
“两条外角平分线相等的三角形是等腰三角形”是假命题，不过较弱的命题是成立的：三角形的两个角的外角平分线相等，若第三个角是最大或最小的角，则该三角形是等腰三角形；不然，则不是等腰三角形。